# Croix peinte

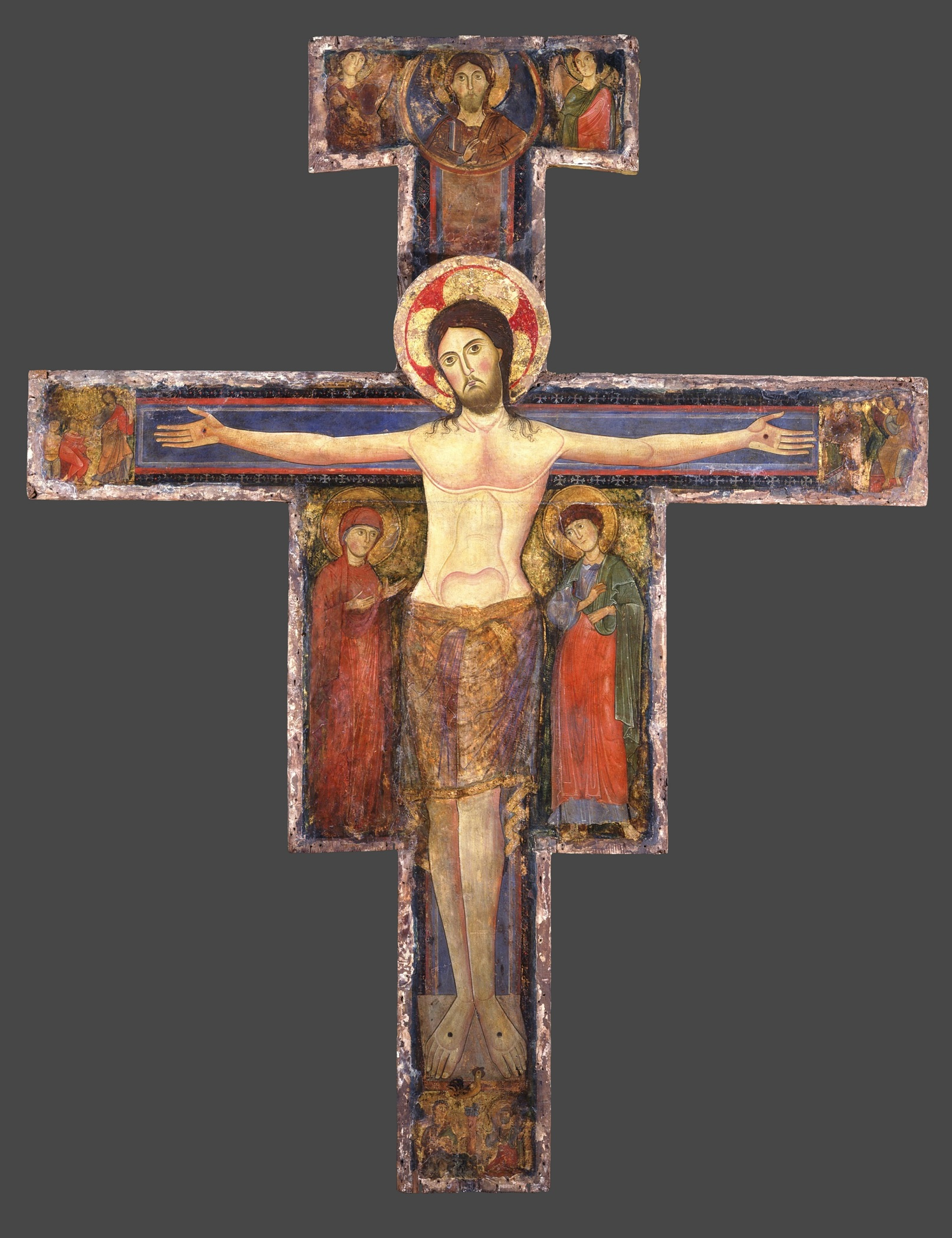
Christus triumphans, crucifix de l'école ombrienne, XII.

Une croix peinte (ou crucifix peint ou croce dipinta e sagomata, soit « croix peinte et chantournée ») est une peinture sur un support cruciforme représentant le Christ crucifié. 
Les croix peintes comportaient un tabellone à leur origine byzantine et ont obéi, suivant les époques, à diverses conventions (détails de la face, de la posture du corps du Christ) selon l'intention de représenter :
- Le Christ comme personnalité divine en Christ triomphant (Christus triumphans), durant tout le Moyen Âge,
- Le Christ  mort (Christus patiens,  résigné), de la peinture byzantine dite « manière grecque » (Χριστος πασχον),
- Le Christ humanisé donc  souffrant dans le supplice (Christus dolens, souffrant),  initié par les primitifs italiens à la pré-Renaissance.

## Distinguo
La scène complète peinte sur un tableau unique avec ses attributs : présence de Marie, de Jean, de Marie Madeleine, des larrons, des soldats, du mont Golgotha... est appelée Crucifixion.

## Typologie des croix peintes

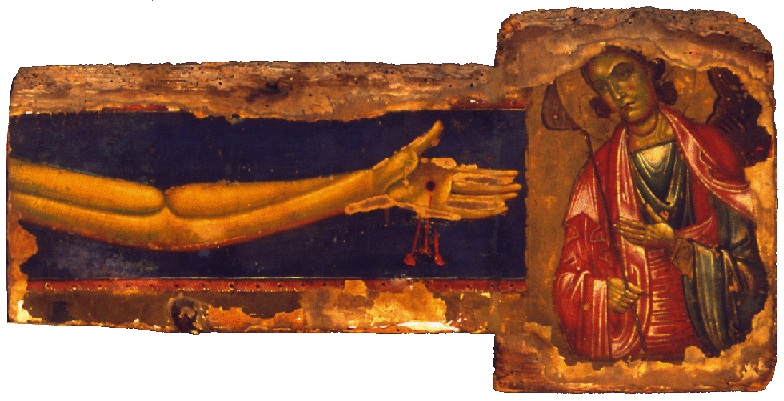
Exemple de scène complémentaire latérale en tabellone des extrémités de la croix.

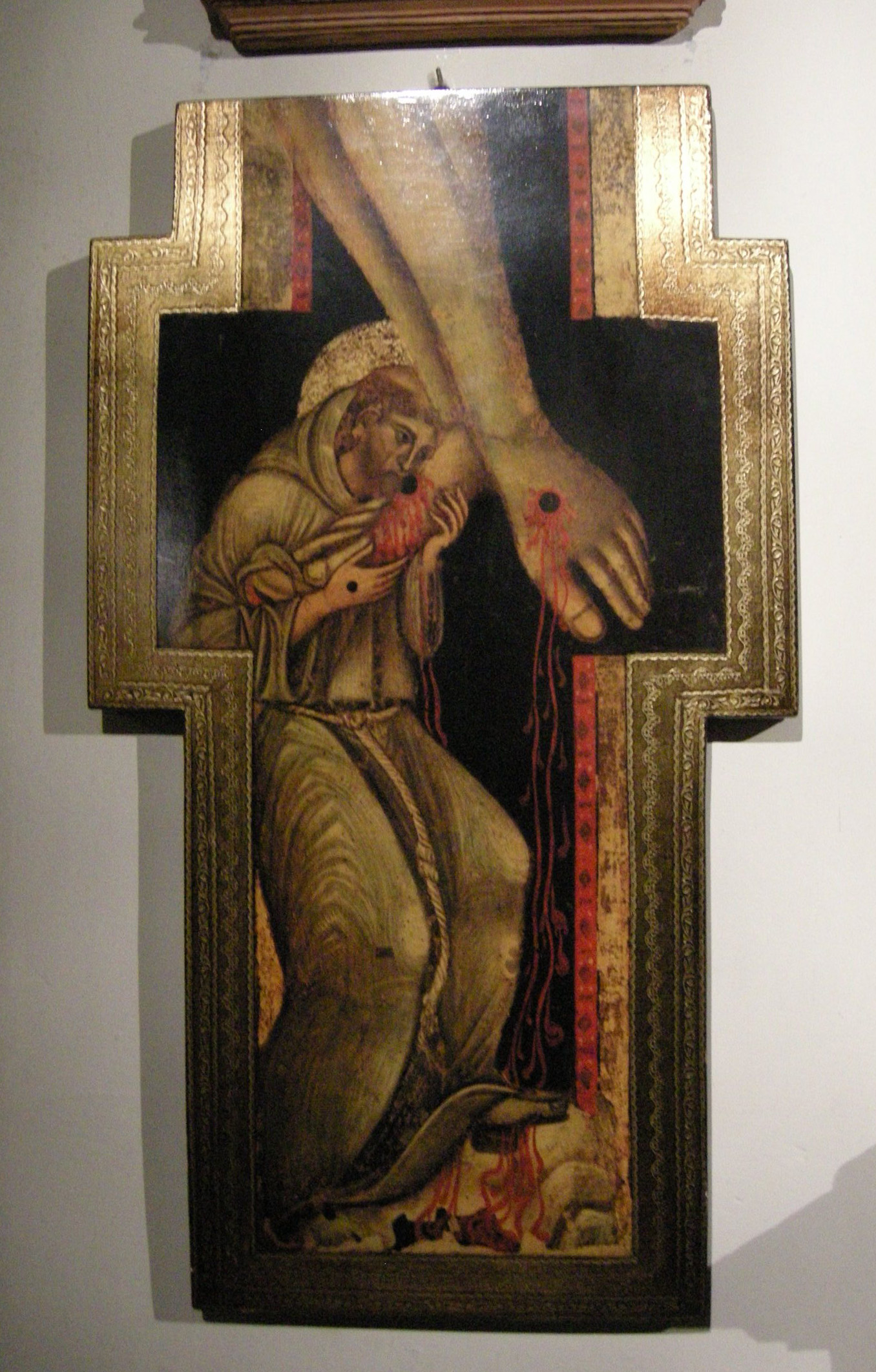
Soppedaneo de l'embase.

E. G. Garrison  en distingue cinq sortes, suivant la forme, l'iconographie, l'influence du peintre ou du courant artistique :
1. La croix simple, issue des plus anciennes pectorales et processionnelles
2. La croix avec tabellone central (panneau des flancs du Christ) portant les personnages de la Crucifixion, l'Ascension en haut (Ombrie).
3. La croix  avec tabellone central de la Crucifixion, avec bas en forme de calice (Lucques).
4. La croix  avec tabellone central sans les figures en pied de la Crucifixion (Pise).
5. La croix  avec tabellone central décoré de motifs géométriques, 
et tabelloni[3] aux extrémités de la potence, avec figures de Marie et de Jean (Giunta Pisano, Assise).

En général (les artistes usant d'un modèle ou d'un autre) les scènes figurées, quand elles existent, sont disposées :
- deux le long des flancs du Christ semblables parties visibles d'un panneau unique (le tabellone) derrière le corps du Christ.
- deux aux extrémités latérales du patibulum horizontal.
- une au sommet, en cimaise au-dessus du titulus avec son inscription INRI limitée ou détaillée.
- cette dernière est parfois surmontée en clipeus d'une représentation supplémentaire (ronde).
- celle du bas, le soppedaneo, représentant symboliquement l'embase de la croix fiché dans le sol du Golgotha ; les représentations plus tardives représenteront le sol plus figurativement par des rochers, la symbolique se trouvant dans la figuration du crâne d'Adam (source originelle du « vrai » bois de la croix)[4].

On verra des cartels de la signature du peintre sur certains panneaux du bas de la croix.

## Typologie des postures du Christ sur les crucifix peints

### Christus triumphans,  Christ triomphant
Christ vivant détaché des souffrances de la Croix (art paléochrétien et préroman) :
- Tête relevée (quelquefois tournée vers le ciel),
- yeux ouverts,
- corps droit,
- du sang peut s'écouler des plaies.

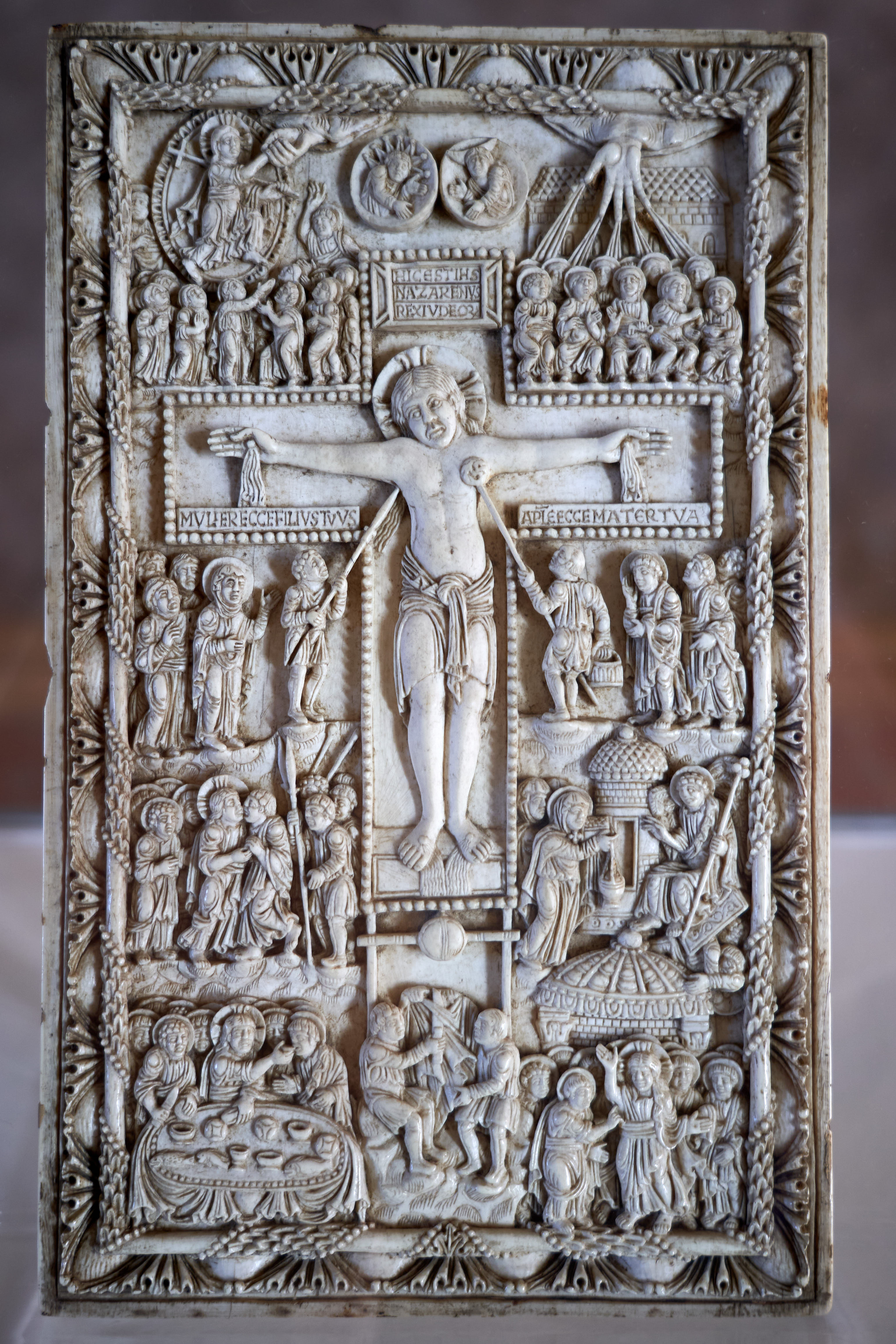
La Croix glorieuse, feuillet en ivoire sculpté représentant la Crucifixion entourée de diverses scènes de la vie de Jésus en lien avec la Passion (IX, Aix-La-Chapelle), cathédrale de Narbonne.

Ces représentations sont parfois appelées Croix glorieuses, comme celles du plat de reliure en ivoire de Narbonne, dans le trésor de la cathédrale Saint-Just ou du Musée de Cluny.
Sur la porte en bois de l'Église Sainte-Sabine de Rome (Ve siècle), la crucifixion à l'angle supérieur gauche, serait l'exemple le plus ancien d'une telle représentation. Devant une muraille rappelant Jérusalem, un Christ athlétique, vêtu du subligaculum, est entouré des deux larrons au visage imberbe. « Les croix sont étrangement absentes. Le visage du Christ est de type syro-palestinien, barbu, entouré d'une longue chevelure. Les bras ont la position de l'orant… Les paumes des mains tournées vers le spectateur font voir la tête arrondie des clous... Les pieds des trois crucifiés reposent sur l'encadrement du bas et ne sont pas cloués »
À partir du VIe siècle, la croix est régulièrement associée aux représentations du Christ.
Dans la Cathédrale Saint-Just-et-Saint-Pasteur de Narbonne, primitivement dédiée à saint Genès, une peinture, probablement d'origine orientale, montre un christ imberbe, ceint seulement du subligaculum, pagne d'athlète typique de l'Antiquité romaine. Cette figure du crucifié quasi nu, de type hellénistique, va disparaitre au cours du VIe siècle. Grégoire de Tours raconte en 593 dans son De Gloria Martyrium que le Christ apparut en songe par trois fois à un prêtre nommé Basil, pour en dénoncer la nudité et le menacer de mort s'il ne la couvrait pas.
Dans les représentations postérieures, le Christ est presque toujours vêtu du colombium, tunique sans manches qui disparaît ensuite au profit du périzonium.
L'art chrétien en occident jusqu'au début du XIIIe siècle manifeste sa préférence pour cette formule, et le Crucifié vivant continue d'être attesté jusqu'au XVIe siècle.
Exemples typiques
- Crucifix de Lucques, VIIIe siècle
- Crucifixion du sacramentaire de Fulda, Xe siècle, conservé à Munich
- Crucifixion du Beatus de Liébana, manuscrit de Gérone (Xe siècle)
- Crucifixion du Sacramentaire à l'usage de Lorsch (XIe siècle) conservé au Musée Condé de Chantilly[9]
- Crucifixion du Lectionnaire de Cluny (XIe siècle)
- Crucifix de 1125–50 d'origine autrichienne conservé dans The Cloisters à New York[10].
- Crucifix de Saint-Damien (XIIe siècle) Assise
- Majesté Batlló, XIIe siècle, Barcelone.
- Crucifix no 15, (fin du XIIe siècle)[11],  monumental de 5,50 m de hauteur,  musée national San Matteo
- Christ vivant (première moitié du XIIIe siècle), de Berlinghiero Berlinghieri de Lucques
- Crucifix de Fucecchio (1230-1235), de Berlinghiero Berlinghieri

### Christus patiens, Christ résigné

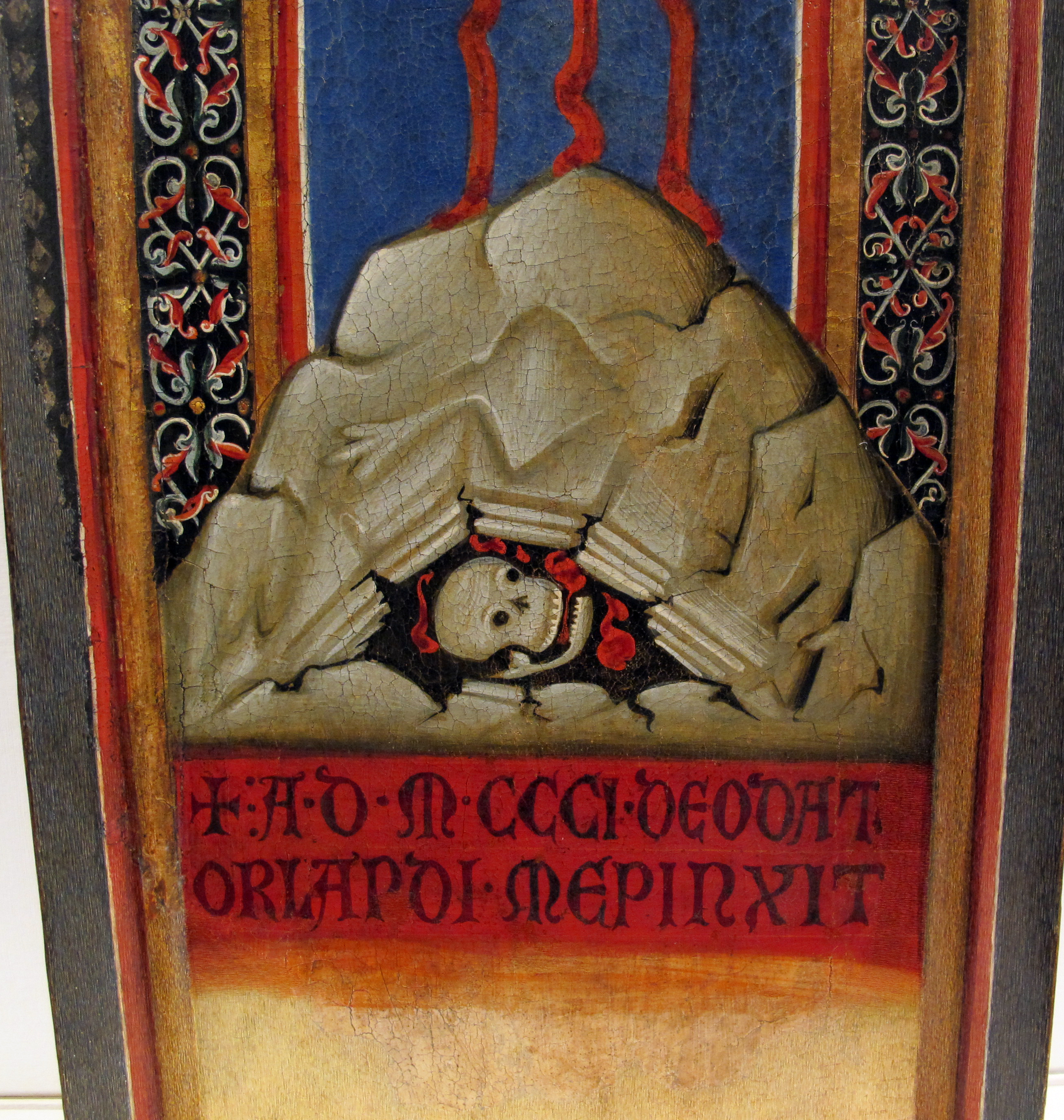
Bas de la croix : stylisation du Golgotha avec crâne d'Adam, cartel de la signature du peintre.

Christ mort (kénose) de la représentation orientale (byzantine) montrant les déformations dues aux sévices infligés :
- Face tournée, émaciée saisie par la mort dans une pose sereine,
- yeux fermés du  masque mortuaire,
- affaissement du corps,
- plaies saignantes (mains, pieds et flanc).

Exemples typiques
- Icône byzantine en ivoire du milieu du Xe siècle, conservée au Metropolitan Museum de New York. Le Christ est mort mais apparemment paisible. Son corps est représenté faiblement attaché à la croix, ses bras pliés aux coudes et ses jambes tournées, poussant légèrement sa hanche vers l'extérieur. Sa tête tombe en avant contre son épaule gauche[12].
- Les icônes conservées au monastère Sainte-Catherine du Sinaï dont la plus célèbre est l'icône B.36, dans laquelle le Christ est représenté mort, mais le corps toujours droit, la tête couronnée d'épines, recouvert du colobium (tunique sans manche). Le style et le schéma iconographique est en faveur d'une réalisation à Jérusalem au XIe siècle[13].
- Crucifix no 20 du Musée national San Matteo de Pise (XIIIe siècle) attribuée au Maestro bizantino del Crocifisso di Pisa.
- Crucifix de San Zeno de Coppo di Marcovaldo (vers 1250)
- Crucifix des Duecento et Trecento, pinacothèque nationale de Sienne.

### Christus dolens, Christ souffrant

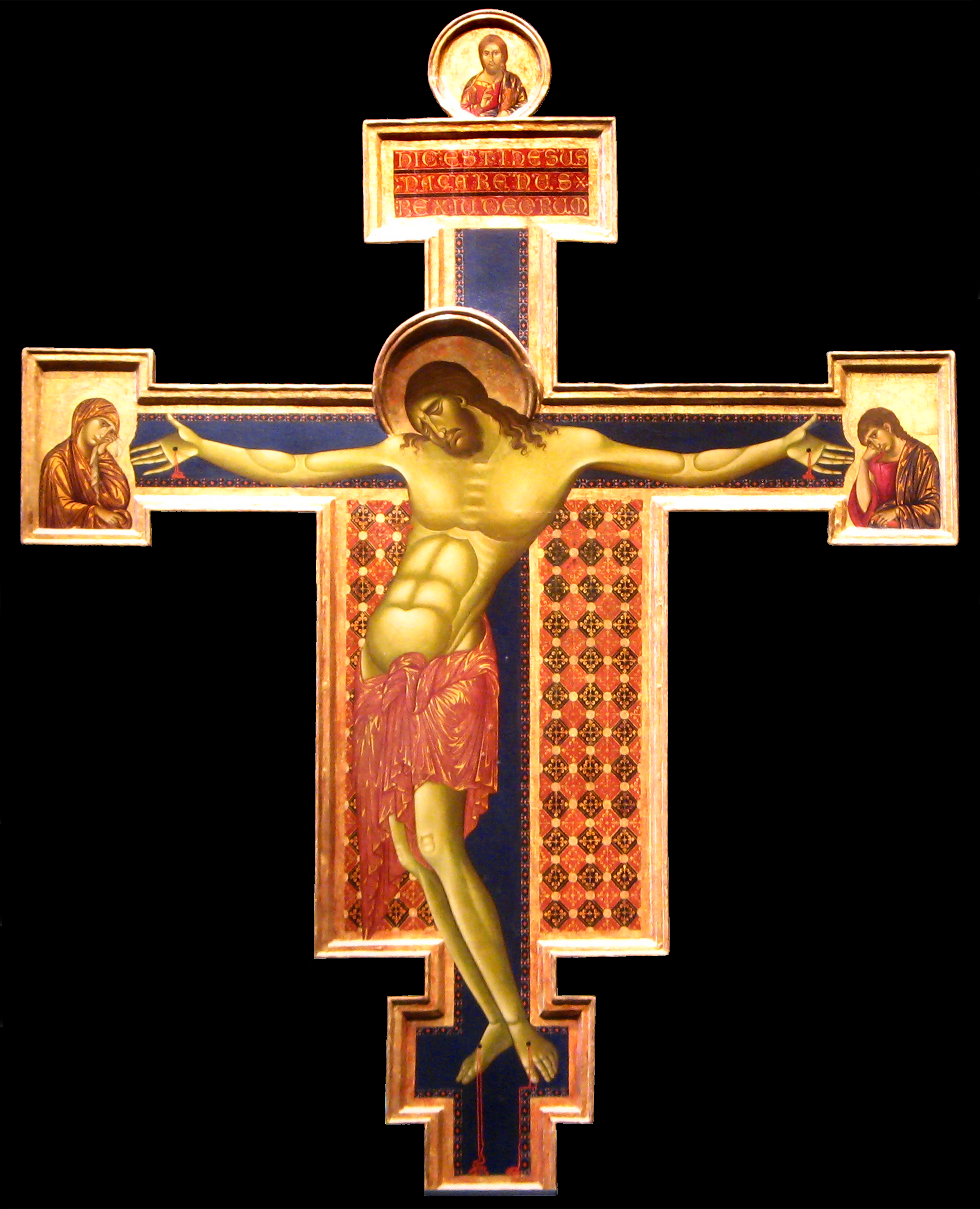
Christus dolens, crucifix de Cimabue.

Suivant les préceptes franciscains de l'humanisation des personnages divins de la Passion :
- La tête baissée sur l'épaule
- les yeux fermés soit absents, soit énucléés (orbites vides),
- marques de douleur sur le visage,
- la bouche est incurvée vers le bas,
- les plaies sont saignantes (mains, pieds et flanc droit)
- Le corps tordu déhanché, arqué dans un spasme de douleur, subissant son poids terrestre,
- schématisation des muscles et des côtes.

Exemples typiques
- Crucifix du Maître de San Francesco (v. 1265-1270), musée du Louvre
- Crucifix de Santa Croce et crucifix d'Arezzo de Cimabue,
- Crucifix de Giotto (Temple Malatesta, Rimini)
- Crucifix de  Segna di Bonaventura,  pinacothèque nationale de Sienne.

## Croce sagomata e dipinta

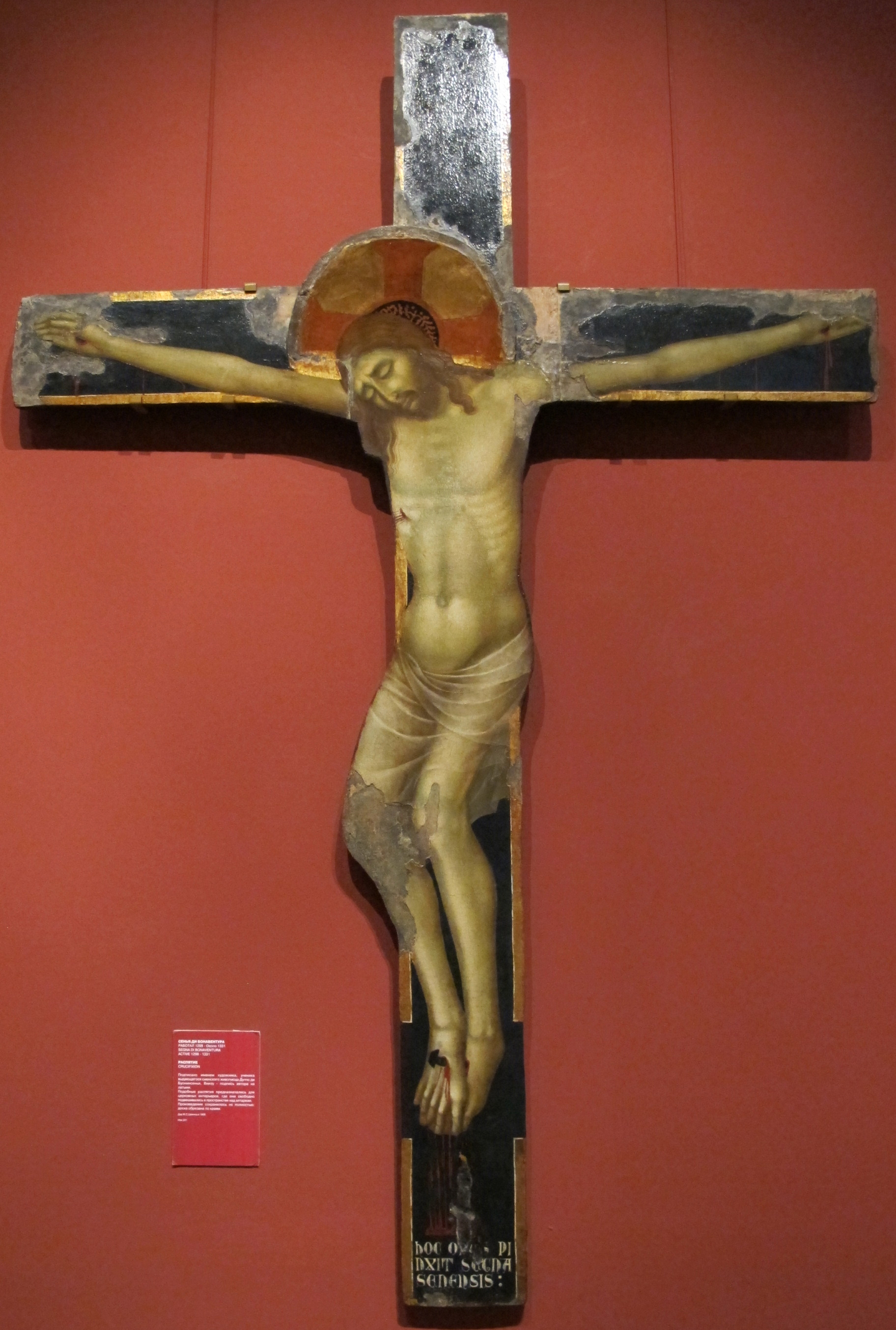
Crucifix chantourné de Segna di Bonaventura, musée des Beaux-Arts Pouchkine, Moscou.

Pour exprimer plus de plasticité (et plus économique que la sculpture), en Italie, la fin de la peinture byzantine, avec ses crucifix à tabellone,  s'opère d'abord par des Croce sagomata et dipinta, des crucifix sans relief, silhouettés, chantournés et peints, comme ceux exécutés par Lorenzo Monaco, pour l'hôpital Santa Maria Nuova de Florence (conservés aujourd'hui à la Galleria dell'Accademia de Florence).
- Le  Crucifix de Budapest, Croce sagomata et dipinta de Lorenzo Monaco à l'Accademia et de Santo Spirito de Florence
- Le crucifix peint  de Segna di Bonaventura au musée Pouchkine de Moscou
- La Croce Dipinta de Bernardo Daddi (vers 1330) à la National Gallery of Victoria de Melbourne[16] est peinte des deux côtés. Il s'agit probablement d'une croix de procession. Un côté montre le Crucifié vivant (Christ Triomphant) et l'autre montre le Christ mort.

## Quelques artistes concernés
- Lorenzo di Bicci, Musée du Petit Palais (Avignon)
- Neri di Bicci
- Giotto  (dolens)
- Cimabue  (dolens)
- Coppo di Marcovaldo (patiens)
- Giunta Pisano (dolens) : 3 crucifix connus et conservés
- Travaux de l'atelier des Berlinghieri (triumphans)
- École ombrienne (triumphans)
- Paolo Veneziano  (triumphans)
- Andres Serrano (Piss Christ, 1987, photographie, Avignon, collection Lambert)

Certains maîtres anonymes ont reçu leur nom de convention d'abord  par une croix peinte qui ne disposait pas d'une autre attribution :
- Maestro della Croce 432
- Maestro della Croce 434
- Maître des Crucifix bleus
- Maître des Crucifix franciscains

## Sources
- Cartels des nombreux crucifix de l'étage des Duecento et Trecento  de la Pinacothèque nationale de Sienne.